# Euphorbia dendroides
Euphorbia dendroides là một loài thực vật có hoa trong họ Đại kích (Euphorbiaceae), sinh trưởng ở khí hậu bán khô hạn và Địa Trung Hải.

## Phân bố
Nó phân bố rộng rãi tại khu vực Địa Trung Hải, từ bán đảo Iberia đến Ai Cập. Chúng nhạy cảm giới giá lạnh, nên chỉ mọc trên những sườn núi nhiều nắng ở những khu vực đồi núi. Loài này đã được du nhập đến nhiều quốc gia như một loài cây cảnh.

## Mô tả
Chúng được dùng trong học truyền thống; như nhiều loài khác cùng chi Euphorbia thứ nhựa trắng, dính, có độc của nó đã được sử dụng để trị một số loại bệnh ngoài da từ thời cổ. 